# گوکایاما
گوکایاما (به ژاپنی: 五箇山 Gokayama) یک منطقه در نانتو، تویاما، استان تویاما، ژاپن است که به علت داشتن ساختمان‌های مینکا از طرف یونسکو میراث جهانی یونسکو شناخته شده‌است.